# Mandal
För andra betydelser, se Mandal (olika betydelser).
Mandal är en tätort och stad som utgör centralort i Lindesnes kommun i Agder fylke i södra Norge. Orten är Norges sydligaste stad. Ett känt fotbollslag från Mandal är Mandalskameratene.
I Mandal ligger varvet Umoe Mandal, som bland annat tillverkat ytstridsfartyg till Norges marin.
Staden har tidigare utgjort centralort i dåvarande Mandals kommun.

## Bilder

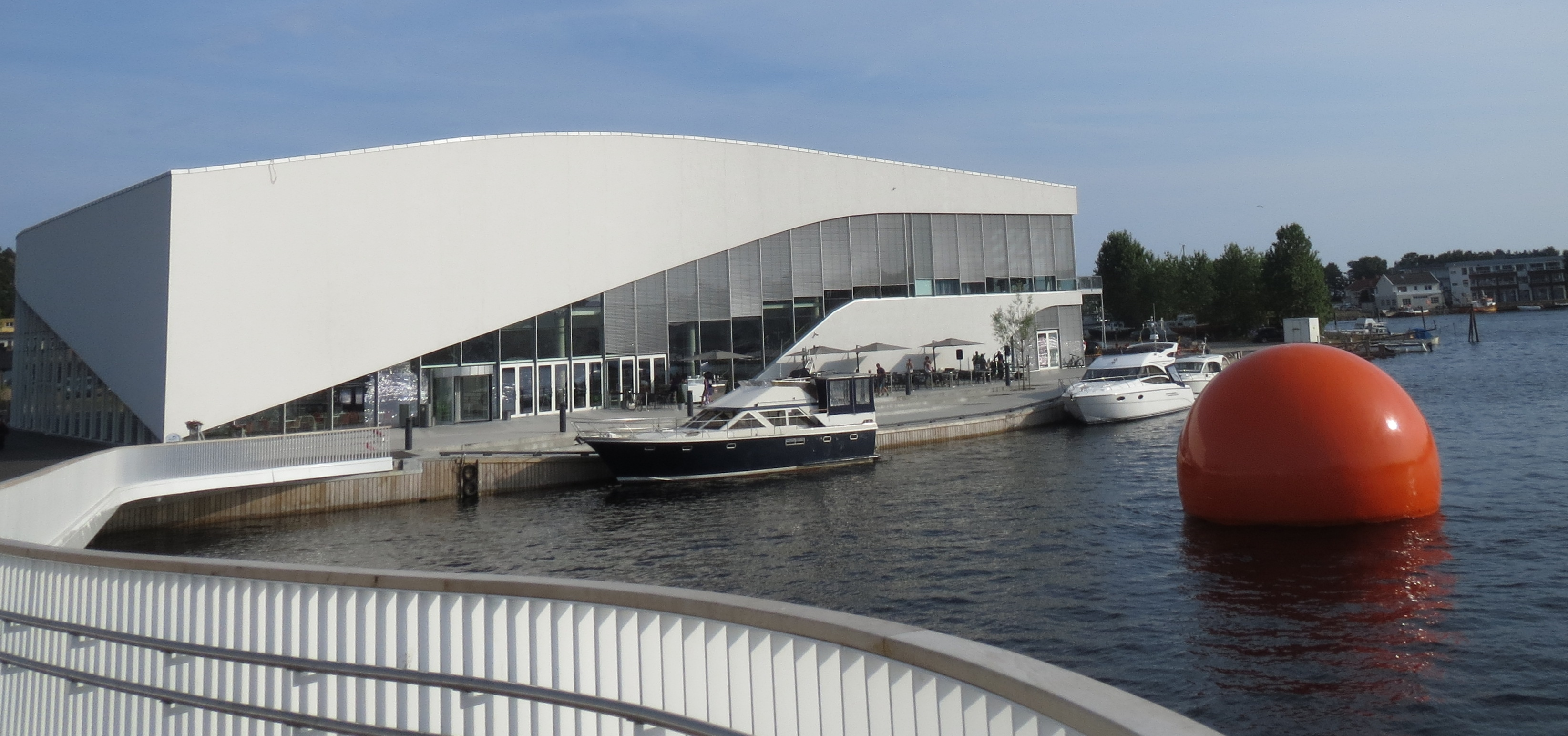
Buen kulturhus i Mandal.
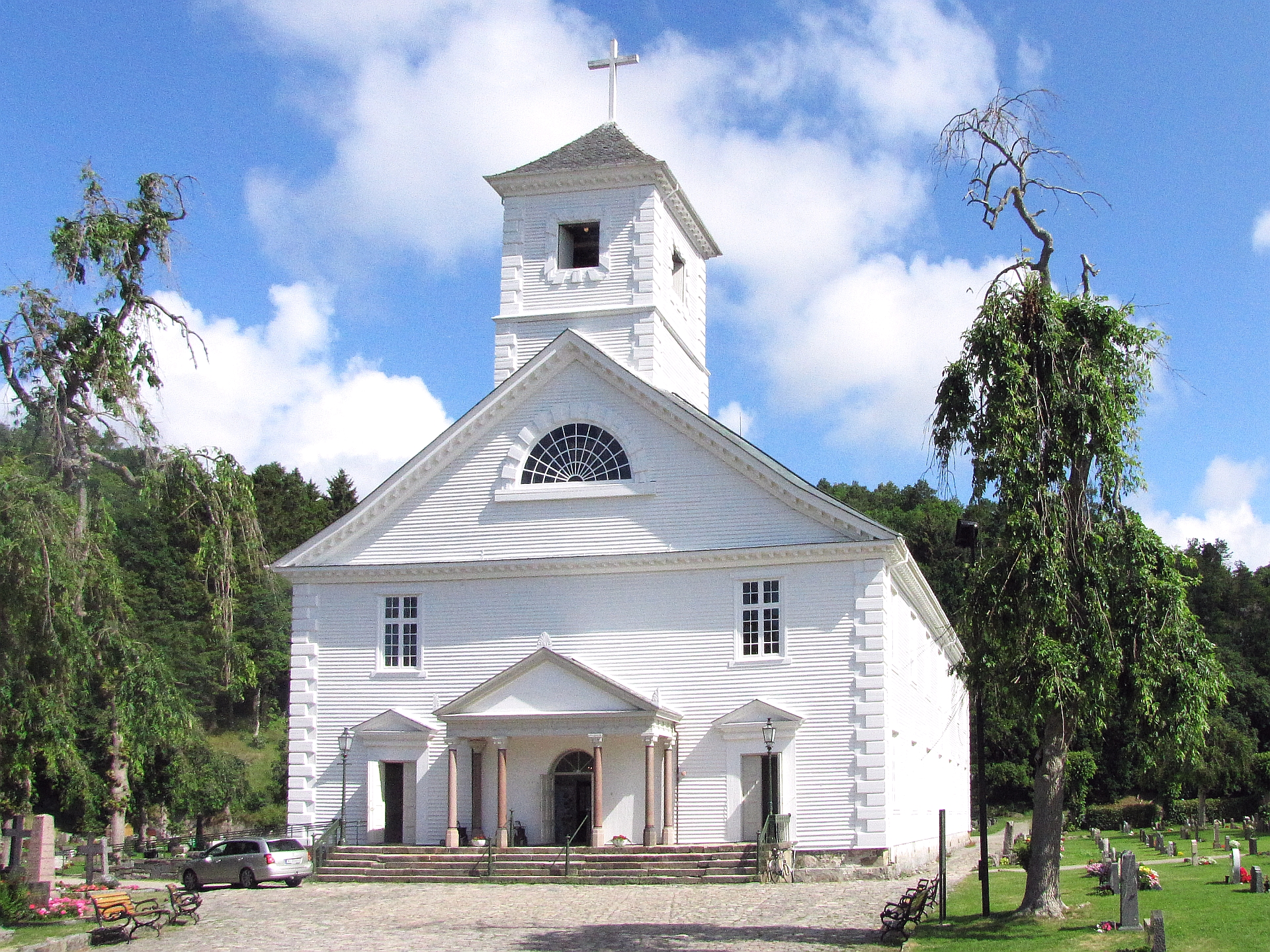
Mandals kyrka från år 1821.